# يو إف سي على إي إس بي إن: الزومبي الكوري ضد إيجي
يو إف سي على إي إس بي إن: الزومبي الكوري ضد إيجي (بالإنجليزية: UFC on ESPN: The Korean Zombie vs. Ige)‏ هو حدث لفنون القتال المختلطة نظمته يو إف سي، أُقيم في 19 يونيو 2021، على يو إف سي أبيكس في إنتربرايز، نيفادا، الولايات المتحدة.